# انالاپریل
انالاپریل (به انگلیسی: Enalapril)
نام‌های تجارتی : Enaprel -Vasotec
رده درمانی: ضد هیپرتانسیون (ضد فشار خون). 
رده فارماکولوژیک: مهارکننده آنزیم تبدیل‌کننده آنژیوتانسین (ACE)
اشکال دارویی: قرص ۲٫۵، ۵، ۱۰ و ۲۰ میلی گرمی 

## مکانیسم اثر
انالاپریل با مهار آنزیم تبدیل کننده آنژیوتانسین، از تبدیل آنژیوتانسینI به آنژیوتانسینII جلوگیری می‌کند.
- نکته از فارماکولوژی کاتزونگ : دو گروه اصلی آنتاگونیست‌های آنژیوتانسین، عبارتند از: مهارکننده هایACE (مثل انالاپریل و کاپتوپریل) و بلوک کننده‌های رسپتور آنژیوتانسینII، که البته گروه مهارکننده هایACE، مثل انالاپریل کاربرد بیشتری دارند و ACEکینازII و پپتیدیل دی پپتیداز را مهار می‌نمایند که سبب کاهش آنژیوتانسینII و آلدوسترون و افزایش وازودیلاتورهای آندوژن از گروه کینین مانند برادی کینین می‌شوند.

## موارد مصرف
- هیپرتانسیون  HTN  خفیف تا شدید
- نارسایی قلب CHF

## طریقه مصرف
- دربالغین : ابتدا ۱۰ میلی گرم، از راه خوراکی، یک بار در روز تجویز می‌شود؛ سپس دوزاژ برحسب پاسخ بیمار تنظیم می‌شود. دوز معمول بین ۲۰ تا ۸۰ میلی گرم در روز به صورت دوز واحد یا منقسم دو بار در روز است ض

## دوزاژ در نارسایی کلیه
- در بیمارانی که کلیرانس کراتی نین آن‌ها کمتر از ۳۰ سی سی در دقیقه‌است، درمان باید با دوز ۲٫۵ میلی گرم در روز آغاز شود؛ سپس دوزاژ به تدریج بر اساس پاسخ بیمار تنظیم می‌شود.

بیمارانی که همودیالیز می‌شوند، لازم است ۲٫۵ میلی گرم دوز اضافی در روز دیالیز دریافت کنند.

## موارد منع مصرف
- حساسیت مفرط نسبت به دارو.

## موارد احتیاط
- بیماری‌های کلاژن واسکولار
- بیماری‌های سیستم ایمنی
- اختلال عملکرد کلیه

## تداخلات دارویی
- در صورت مصرف همزمان این دارو با سایر داروهای کاهنده فشار خون و گشادکننده‌های عروقی باعث تشدید هیپوتانسیون می‌شود.
- به دنبال مصرف همزمان این دارو با ترکیبات پتاسیم یا دیورتیک‌های نگهدارنده پتاسیم، بیمار دچار هیپرکالمی می‌گردد.
- پاسخ ضد فشار خونی انالاپریل بدنبال مصرف داروهای ضد التهاب غیراستروئیدی به کندی بروز می‌نماید.
- عوارض جانبی کلیوی انالاپریل به دنبال مصرف همزمان پنی سیلامین تشدید می‌گردد.
- در صورت مصرف همزمان غذاهای غنی از پتاسیم با انالاپریل، هیپرکالمی ایجاد می‌گردد.

## عوارض جانبی
- در دستگاه اعصاب مرکزی: بی خوابی، سر درد، سرگیجه، خستگی
- در دستگاه قلبی عروقی: هیپوتانسیون
- در پوست: راش
- در دستگاه گوارش: تهوع، اسهال
- در خون: نوتروپنی، ترومبوسیتوپنی، آگرانولوسیتوز، دپرسیون مغز استخوان
- در سایر دستگاهها: سرفه، آنژیوادم

نکته از ویکی انگلیش: شایعترین عوارض جانبی انالاپریل شامل : پایین افتادن فشار خون و سرگیجه موقع ایستادن و سرفه خشک می‌باشد.